# Dona Flor i jej dwóch mężów (film)
Dona Flor i jej dwóch mężów (port. Dona Flor e Seus Dois Maridos) – brazylijska komedia z 1976 roku w reżyserii Bruno Barreto. Film powstał na podstawie powieści Jorge Amado pod tym samym tytułem. Akcja toczy się w latach 40. w brazylijskim stanie Bahia. W rolach głównych wystąpili: Sônia Braga, José Wilker i Mauro Mendonça.
Po swojej premierze w 1976 film odniósł największy sukces kasowy w historii kina brazylijskiego. Kinowy rekord sprzedaży został pobity dopiero 35 lat później przez film Elitarni: Ostatnie Starcie (2010) José Padilhi. Dona Flor i jej dwóch mężów był nominowany do nagrody Złotego Globu i BAFTA. W 1982 r. powstał amerykański remake tego filmu pt. Kiss Me Goodbye z udziałem Sally Field, Jamesa Caana i Jeffa Bridgesa.

## Streszczenie
Akcja filmu toczy się na początku lat 40. w Salvadorze. Poznajemy Donę Flor (Sônia Braga), uwodzicielską nauczycielkę gotowania oraz jej męża Vadinho (José Wilker), który jest niebieskim ptakiem i bywalcem miejscowych klubów. Burzliwe życie tej pary przerywa śmierć Vadinho podczas karnawału w 1943 r. Młoda wdowa wkrótce ponownie wychodzi za mąż za nieśmiałego i mało wyrazistego farmaceutę Teodoro (Mauro Mendonça). Obraca się on w kręgach miejscowej śmietanki towarzyskiej i traktuje swoją żonę jak damę, jednak jest do niczego w łóżku.
W rocznicę śmierci Vadinho, jego duch ukazuje się Donie Flor i oznajmia, że oto pojawia się na jej wezwanie. Nikt poza Flor nie widzi ducha jej zmarłego męża. Początkowo kobieta nie chce dzielić łóżka z duchem, ale po tym, jak Vadinho wyśmiewa łóżkowe wyczyny Teodoro, Flor daje się przekonać i od tej pory duch Vadinho także znajduje miejsce w małżeńskim łożu.

## O filmie

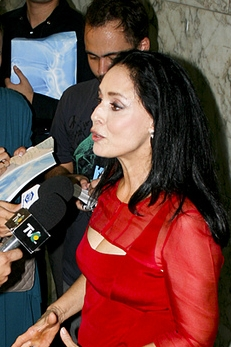
Sônia Braga

Film Dona Flor i jej dwóch mężów miał swoją premierę 22 listopada 1976 r. We wszystkich stanach Brazylii, w których trafił do kin, okazał się frekwencyjnym sukcesem, a w São Paulo pobił rekord oglądalności wśród filmów krajowej produkcji. W sumie w całym kraju obejrzało go 10,7 mln widzów. Krytyk filmowy Fernando Ferreira z gazety „O Globo” napisał w recenzji:

Film jest pełen zawadiackiego humoru, typowego dla Brazylijczyków, co sprawia, że odnosi wielkie sukcesy wśród widzów, tak jak książka podbiła serca czytelników.

Gwiazdą filmu była 26-letnia wówczas aktorka Sonia Braga, która za tę rolę otrzymała nominację dla najlepszego debiutu aktorskiego Brytyjskiej Akademii Filmowej (BAFTA). Rok wcześniej Braga zagrała w telenoweli na podstawie innej powieści Jorge Amado pt. Gabriela. Pisarz tak odniósł się do ekranizacji Dony Flor:

Młody reżyser posiada niewątpliwy talent i wrażliwość, uchwycił to, co najważniejsze w historii Dony Flor. Uważam, że film jest piękny i głęboki, swoim poziomem sięga najlepszych dzieł kina brazylijskiego. To zwycięstwo miłości nad uprzedzeniami, zwycięstwo życia nad śmiercią.

W 2015 r. film trafił na listę 100 najlepszych brazylijskich filmów wszech czasów, opublikowaną przez Brazylijskie Stowarzyszenie Krytyków Filmowych ABRACCINE.

## Obsada
- Sônia Braga – Dona Flor (Florípides) Guimarães
- José Wilker – Valdomiro ‘Vadinho’ Santos Guimarães
- Mauro Mendonça – Dr Teodoro Madureira
- Dinorah Brillanti – Rozilda
- Nelson Xavier – Mirandão, przyjaciel Vadinho
- Arthur Costa Filho – Carlinhos, gitarzysta
- Rui Resende – Cazuza, pijak
- Mário Gusmão – Arigof
- Nelson Dantas – Clodoaldo, poeta
- Haydil Linhares – Norminha, przyjaciółka Flor
- Nilda Spencer – Dinorah, przyjaciółka Flor
- Sílvia Cadaval – Jacy Ivanilda Ribeiro – Sofia, służąca
- Sue Ribeiro – Magnólia
- Francisco Santos – Venâncio, ksiądz
- Francisco Dantas – Dr Argemiro

## Muzyka
Francis Hime oraz Chico Buarque de Holanda w wykonaniu Simone.

## Nagrody i nominacje[5]
| Festiwal / Wydarzenie | Kategoria                       | Nazwisko                    | Wynik     |
| --------------------- | ------------------------------- | --------------------------- | --------- |
| BAFTA Film Awards     | Najlepszy debiut aktorski       | Sônia Braga                 | Nominacja |
| Złoty Glob            | Najlepszy film nieanglojęzyczny |                             | Nominacja |
| Festival de Gramado   | Najlepszy film                  |                             | Nominacja |
| Festival de Gramado   | Najlepszy reżyser               | Bruno Barreto               | Nagroda   |
| Festival de Gramado   | Najlepsza muzyka                | Francis Hime                | Nagroda   |
| Festival de Gramado   | Nagroda specjalna Jury          | Anisio Medeiros (scenograf) | Nagroda   |